# Haemodiasma
Haemodiasma är ett släkte av insekter. Haemodiasma ingår i familjen vårtbitare.
Kladogram enligt Catalogue of Life:
| Haemodiasma | \| \| Haemodiasma pulchra \| \| \| \| \| \| Haemodiasma tessellata \| \| \| \| |
|             | \| \| Haemodiasma pulchra \| \| \| \| \| \| Haemodiasma tessellata \| \| \| \| |
|             | Haemodiasma pulchra                                                            |
|             |                                                                                |
|             | Haemodiasma tessellata                                                         |
|             |                                                                                |